# Johan George van Oława
Johan George van Oława (17 juni 1552 - Ohlau (Oława), 6 juli 1592) was van 1586 tot 1592 hertog van Ohlau (Oława) en Wohlau (Wołów). Hij behoorde tot het huis Piasten.

## Levensloop
Johan George was de tweede zoon van hertog George II van Brieg en Barbara van Brandenburg, dochter van keurvorst Joachim II Hector van Brandenburg. Na de dood van zijn vader erfden Johan George en zijn oudere broer Joachim Frederik de hertogdommen Ohlau en Wohlau, terwijl hun moeder Barbara het hertogdom Brieg (Brzeg) erfde. De twee broers vestigden hun residentie in de stad Ohlau.
In 1592 overleed hij zonder mannelijke nakomelingen na te laten, waarna zijn broer Joachim Frederik hem opvolgde als hertog van Wohlau, terwijl het hertogdom Ohlau naar zijn weduwe Anna van Württemberg ging. Toen Anna in 1594 hertrouwde met hertog Frederik IV van Liegnitz, verloor ze het hertogdom Ohlau aan Joachim Frederik. Zijn oudere broer erfde vervolgens begin 1595 het hertogdom Brieg na het overlijden van hun moeder Barbara.

## Huwelijk en nakomelingen
Op 16 september 1582 huwde Johan George in Brieg met Anna van Württemberg (1561-1616), dochter van hertog Christoffel van Württemberg. Ze kregen twee kinderen:
- George Christoffel (1583-1584)
- Barbara (1586), stierf enkele maanden na de geboorte